# اوالت بانزه
اوالد بانس (انگلیسی: Ewald Banse; ۲۳ مهٔ ۱۸۸۳ – ۳۱ اکتبر ۱۹۵۳) جغرافی‌دان، مؤلف (پدیدآور)، استاد دانشگاه، و نویسنده اهل آلمان بود.